# Ankylopteryx (Ankylopteryx) rhodocephala
Ankylopteryx (Ankylopteryx) rhodocephala is een insect uit de familie van de gaasvliegen (Chrysopidae), die tot de orde netvleugeligen (Neuroptera) behoort. 
Ankylopteryx (Ankylopteryx) rhodocephala is voor het eerst wetenschappelijk beschreven door Navás in 1914.